# ماريوس يونسن
ماريوس يونسن (بالنرويجية البوكمول: Marius Johnsen)‏ (28 أغسطس 1981 في النرويج - ) هو لاعب كرة قدم نرويجي في مركز الدفاع. شارك مع منتخب النرويج تحت 21 سنة لكرة القدم ومنتخب النرويج لكرة القدم. أما مع النوادي، فقد لعب مع نادي ستارت ونادي كولن ونادي ليلستروم وFK Vigør ‏.

## وصلات خارجية
- ماريوس يونسن على موقع اتحاد النرويج (النرويجية)
- ماريوس يونسن على موقع قاعدة بيانات كرة القدم.إي يو (الإنجليزية)
- ماريوس يونسن على موقع بيانات كرة القدم. دي إي (الألمانية)
- ماريوس يونسن على موقع ناشيونال فوتبول تيمز (الإنجليزية)
- ماريوس يونسن على موقع Soccerway.com (الإنجليزية)
- ماريوس يونسن على موقع عالم كرة القدم.نت (الإنجليزية)